# Place de la Sagrada Família
La place de la Sagrada Família (en catalan : Plaça de la Sagrada Família) est une place publique de Barcelone.

## Situation
Elle est située dans l'Eixample, sur le côté droit de la Sagrada Família dont elle tire le nom. Présentant une forme carrée, elle est limitée par les rues de Sardaigne, de Majorque, de Sicile et de Provence.

## Historique
La place fait l'objet de plusieurs plans d'aménagements de la part d'Antoni Gaudí afin de rendre plus visible l'église.

## Dénomination
Au moment de son inauguration en 1928, elle prend le nom de place General Barrera en l'honneur d'Emilio Barrera (1869-1943), alors capitaine général de Catalogne. Après la proclamation de la République en 1931, elle prend son nom actuel.